# Убийства в Уайтчепеле
Уби́йства в Уайтче́пеле (англ. Whitechapel murders, дословно — «Уайтче́пелские уби́йства») — серия из одиннадцати нераскрытых убийств, совершённых в лондонском районе Уайтчепел и его окрестностях между 3 апреля 1888 и 13 февраля 1891 года. В разное время все или некоторые из убийств приписывались знаменитому неустановленному преступнику по прозвищу Джек-потрошитель.
Все или почти все жертвы преступлений — Эмма Элизабет Смит, Марта Тэбрем, Мэри Энн Николз, Энни Чепмен, Элизабет Страйд, Кэтрин Эддоус, Мэри Джейн Келли, Роуз Майлетт, Элис Маккензи, Фрэнсис Коулз и неизвестная — были проститутками. Смит подверглась групповому изнасилованию и ограблению. Смерть Тэбрем наступила от 39 ударов ножом. У Николз, Чепмен, Страйд, Эддоус, Келли, Маккензи и Коулз было перерезано горло. Эддоус и Страйд были убиты в одну и ту же ночь с интервалом в несколько минут; при этом расстояние между местами преступлений составило меньше мили. Брюшная полость тел Николз, Чепмен, Эддоус и Келли была вскрыта и изуродована. Майлетт погибла от удушения. Точную причину смерти неизвестной, чьё тело было расчленено, установить не удалось.
Усилия по выявлению и поимке преступника или преступников, предпринятые полицией Большого Лондона и лондонского Сити, а также Дозорным комитетом Уайтчепела и другими частными организациями, не увенчались успехом. Тем не менее, события в Уайтчепеле привлекли общественное внимание к катастрофическим социальным и жилищным условиям в бедных кварталах лондонского Ист-Энда, вынудив городские власти принять меры по их благоустройству.
Личность и мотивы «Джека-потрошителя» до настоящего времени остаются предметом многочисленных историко-криминологических гипотез, художественных исследований и публичных дискуссий.

## Обстоятельства
В конце Викторианской эпохи Уайтчепел снискал славу самых известных криминальных трущоб в Лондоне. Территория вокруг Флауэр-и-Дин-стрит описывалась как «возможно, самая опасная и самая непотребная улица во всём метрополисе»; Дорсет-стрит была названа «самой ужасной улицей в Лондоне». Помощник комиссара полиции Роберт Андерсон рекомендовал Уайтчепел «тем, кого интересуют опасные классы» как одно из главных лондонских криминальных мест. Грабежи и насилие были обычным делом в Уайтчепеле. Район характеризовался крайней нищетой, бродяжничеством, пьянством и повальной проституцией. Местом сосредоточения всех этих факторов стало общественное жильё, ставшее недорогим пристанищем для отчаявшихся и обездоленных — таких, как жертвы убийств в Уайтчепеле. Все установленные жертвы жили в сердце трущоб в Спитлфилдзе: трое на Джордж-стрит (позднее Лоулсуорт-стрит), двое на Дорсет-стрит, двое на Флауэр-и-Дин-стрит и одна на Сроул-стрит.
Работа полиции и уголовное преследование в значительной степени основывались на признаниях, свидетельских показаниях и задержании виновных в совершении преступления или обладании подозреваемыми очевидными вещественными доказательствами, которые чётко связывали их с преступлением. Методы судебной экспертизы, такие как анализ отпечатков пальцев, в то время не использовались. Полицейские службы Лондона делились — и делятся до сих пор — на две организации: Службу столичной полиции, имеющую юрисдикцию на большей части городской территории, и полицию лондонского Сити, отвечающую за порядок на площади около квадратной мили (2,9 км²) в центре Лондона. Министр внутренних дел Великобритании, главный министр в правительстве, контролировал Службу столичной полиции, а Корпорация лондонского Сити — Лондонскую полицию Сити. Констебли регулярно совершали обходы, каждый — по выделенному ему маршруту.
Одиннадцать смертей в Уайтчепеле или недалеко от него в 1888 и 1891 годах были собраны в один файл, именуемый в полицейских досье как «убийства в Уайтчепеле». Значительная часть оригинальных материалов была украдена или уничтожена.

## Жертвы и ход расследования

### Эмма Элизабет Смит
Смит, сорокапятилетняя вдова, последние месяцы жизни провела в ночлежке на Джордж-стрит, 18, в Спитлфилдзе. 2 апреля Эмма Элизабет, занимавшаяся проституцией, по обыкновению покинула ночлежку около семи часов вечера в поисках клиентов. Смит возвращалась домой примерно в половине второго ночи 3 апреля, когда на неё напали трое мужчин, избившие и ограбившие её. Спустя несколько часов Эмма Элизабет добралась до дома, где смотрительница ночлежки приняла решение отправить Смит в больницу. В больнице жертву нападения осмотрел хирург, пришедший к выводу, что, помимо прочего, у Смит была повреждена брюшина, вследствие чего у неё развился перитонит, от которого Эмма Элизабет и умерла в девять часов утра 4 апреля.
Расследование было начато 7 апреля, поскольку полиции о случившемся сообщили только днём ранее. Делом занимался коронер восточного Мидлсекса Уинн Эдвин Бакстер, который также расследовал гибель шести следующих жертв. 7 апреля полиция посетила больницу и пришла к выводу, что смерть Эммы Элизабет наступила в результате «умышленного убийства». Дальнейшее расследование лишь подтвердило, что смерть Смит была вызвана нападением неустановленного лица или группы лиц. Виновные так и не были найдены, как и не было произведено ни одного ареста. Позднее дело было передано в руки инспектора Службы столичной полиции Эдмунда Рида, служившего в отделе H Уайтчепела. Один из детективов из того же отдела, Уолтер Дью, считал, что Эмма Элизабет стала первой жертвой Джека-потрошителя, хотя достоверных доказательств этому нет. Вероятнее всего Смит стала жертвой одной из банд, действовавших на территории Уайтчепела и в его окрестностях.

### Марта Тэбрем
В ночь с 6 на 7 августа была убита тридцатидевятилетняя проститутка Марта Тэбрем, проживавшая в доме № 19 по Джордж-стрит. Её тело было обнаружено в половине четвёртого утра постояльцем «Джордж Ярд Билдингз» — здания бывшей ткацкой фабрики, переделанного в жильё для аренды — Альбертом Джорджем Кроу, кэбменом, возвращавшимся домой после ночной работы. Тело Тэбрем лежало на тускло освещённом первом пролёте лестничной клетки, поэтому Кроу принял Тэбрем за спящего бродягу. Однако незадолго до пяти утра другой постоялец, работник доков Джон Саундерс Ривз, спускаясь по лестнице по пути на работу, обнаружил, что женщина мертва.
Ривз привёл констебля Томаса Баретта, патрулировавшего этот район, который послал за доктором Тимоти Робертом Киллином, чтобы тот осмотрел тело. Киллин прибыл в половине шестого утра и выяснил, что на момент осмотра Марта Тэбрем была уже мертва около трёх часов — следовательно, убийство произошло между двумя часами ночи и половиной четвёртого утра; в этот период постояльцы ничего не слышали. Выяснилось, что убийца нанёс Тэбрем 39 колотых ран, включая девять ударов в горло, пять в область левого лёгкого, два в область правого лёгкого, один в область сердца, пять в область печени, два в область селезёнки и шесть в область желудка; также имелись травмы нижней части живота и половых органов. Тело лежало на спине, а одежда была задрана до середины, обнажая нижнюю половину туловища, что указывало на сексуальный подтекст преступления. Однако врач не смог найти никаких признаков полового акта.
7 августа констебль Баретт по поручению инспектора Эдмунда Рида, назначенного расследовать это дело, отправился в Тауэр, чтобы попытаться разыскать того гренадера, которого он опрашивал на улице в ночь убийства. Баретт, плохо запомнивший мужчину, сначала не узнал никого из показанных ему солдат, затем узнал одного мужчину, но потом передумал. Отказ от первоначального выбора, по словам Баррета, был обусловлен тем, что мужчина носил медали, в то время как у гренадера, остановленного констеблем близ места убийства, их не было. Второй подозреваемый, Джон Лири, заявил, что ночью он с приятелем Прайветом Лоу выпивал в Брикстоне и Биллингсгейте; Лоу подтвердил слова Лири, и тот был исключён из списка подозреваемых.
Проститутка Мэри Энн Коннелли, выпивавшая с Тэбрем в ночь убийства, первоначально не желала сотрудничать с властями и спряталась в доме кузена близ Друри-Лейн, пока 9 августа туда не нагрянула полиция. 13 августа Конелли была доставлена в Тауэр, где не смогла опознать среди гренадеров клиентов, которых она и Тэбрем обслуживали в ту ночь. Она утверждала, что на тех солдатах были белые околыши, которые носили гвардейцы Колдстрима, а не гренадеры. 15 августа Коннелли отвезли в Веллингтонские казармы, где она указала на двух солдат, однако у обоих было твёрдое алиби: первый находился дома с женой, а второй не покидал казармы в ночь убийства.
Как и с делом Эммы Элизабет Смит, следствие зашло в тупик. Было заявлено, что Марта Тэбрем была убита неизвестным лицом или группой лиц. Полиция не смогла связать убийство Тэбрем с предыдущим, однако связала с последующими пятью каноническими убийствами Джека-потрошителя. Более поздние исследования канонических убийств исключили Тэбрем из числа жертв Потрошителя, поскольку у неё не было перерезано горло, что являлось своеобразной визитной карточкой уайтчепелского маньяка.

### Мэри Энн Николс
В пятницу 31 августа на Бакс-Роу была убита сорокатрёхлетняя проститутка Мэри Энн Николз. Её тело было обнаружено на земле перед воротами конюшни около 3:40 извозчиком Чарльзом Кроссом. Горло Мэри Энн было дважды перерезано слева направо, на животе имелась глубокая рваная рана и ещё несколько разрезов поперёк живота и три или четыре разреза в правом боку, нанесённых тем же лезвием.
Поскольку убийство было совершено на территории полицейского отдела Бетнэл-Грин, его изначально расследовали местные инспекторы Джон Спрэтлинг и Джозеф Нельсон, чьи действия не возымели успеха. В прессе преступление связали с убийствами Смит и Тэбрем и предполагали, что убийства были совершены группой лиц или бандой, как в случае со Смит. Лондонская газета «The Star» опубликовала предположение, что в преступлении повинен убийца-одиночка, позднее другие газеты поддержали это предположение. Подозрение, что в Лондоне действует серийный убийца, привело к тому, что дело было передано инспекторам из Центрального офиса Скотленд-Ярда — Фредерику Абберлайну, Генри Муру и Уолтеру Эндрюсу.
Согласно имеющимся доказательствам коронер Бакстер сделал вывод, что Николз была убита там же, где было обнаружено тело, сразу после трёх часов утра. Он также отклонил вероятность того, что смерть Мэри Энн была связана с убийствами Смит и Тэбрем, поскольку использовался другой вид оружия, а у первых двух жертв не было перерезано горло. Однако к моменту завершения расследования смерти Николз была убита четвёртая женщина, и Бакстер отметил значительное сходство в этих двух убийствах.

### Энни Чепмен
Четвёртая жертва, сорокасемилетняя проститутка Энни Чепмен, покинула своё жильё в день убийства в два часа ночи с намерением получить деньги от клиента, чтобы оплатить аренду. Её изуродованное тело было обнаружено около шести часов утра в субботу, 8 сентября, на земле возле дверного проёма на заднем дворе дома № 29 по Ханбери-стрит в Спитлфилдзе. Горло жертвы было перерезано; разрез шёл слева направо. Тело Чепмен было выпотрошено: кишечник был изъят из брюшной полости и переброшен за плечи; кроме того, исследование, проведённое в морге, показало, что у жертвы отсутствовала часть матки. Патологоанатом Джордж Бакстер Филлипс высказал мнение, что убийца, должно быть, обладал анатомическими знаниями, чтобы вырезать репродуктивные органы одним движением с помощью лезвия длиной около 6—8 дюймов (15—20 см). Однако мысль о том, что убийца обладал хирургическим мастерством, была отклонена другими специалистами. Поскольку тело не было тщательно обследовано на месте происшествия, существовало также предположение, что органы были удалены сотрудниками морга, которые часто пользовались уже вскрытыми телами, извлекая из них органы для продажи в качестве хирургических образцов.
10 сентября полиция арестовала известного местного жителя польского еврея Джона Пайзера, носивший прозвище «Кожаный фартук» и имевший репутацию человека, терроризировавшего местных проституток. Ранее он уже допрашивался по делу Мэри Энн Николз, однако никакой связи найдено не было. Тем не менее, часть газет тут же подхватила идею о его виновности и даже опубликовала воображаемое описание Кожаного фартука, используя грубые еврейские стереотипы, однако конкурирующие издания отклонили его как «мифическую преувеличенную фантазию журналиста». Пайзер был арестован несмотря на отсутствие каких-либо доказательств, однако когда его алиби на момент совершения обоих убийств подтвердилось, был освобождён. Пайзеру удалось получить денежную компенсацию по меньшей мере от одной газеты, назвавшей его убийцей.
Свидетельница Элизабет Лонг заявила, что видела, как Чепмен разговаривала с неким мужчиной примерно в половине шестого утра как раз на заднем дворе дома № 29 по Ханбери-стрит — там же, где полчаса спустя было найдено её тело. Коронер Бакстер пришёл к выводу, что мужчина, которого видела миссис Лонг, и был убийцей. Миссис Лонг описала его как мужчину чуть за сорок, немного выше Чепмен, с тёмным лицом и нездешним «потрёпанно-благородным» внешним видом; на нём была коричневая шляпа охотника за оленями и тёмное пальто. Другой свидетель, плотник Альберт Кадош, вошёл в соседний двор дома № 27 Ханбери-стрит в то же время, когда миссис Лонг видела жертву, и сначала услышал голоса во дворе, а затем звук падения какого-то предмета напротив забора.
Детектив-констебль Уолтер Дью писал в своих мемуарах, что убийства вызвали панику по всему Лондону. Толпа напала на полицейский участок на Коммершиал-роуд, полагая, что убийцу держат здесь. Сэмюэл Монтегю, член парламента от Уайтчепела, предложил вознаграждение в размере 100 фунтов стерлингов (примерно 10 000 фунтов стерлингов по состоянию на 2017 год) тому, кто возглавит антисемитские демонстрации после слухов, что убийства являлись ритуальными и были совершены евреями. Местные жители основали Дозорный комитет Уайтчепела под председательством Джорджа Ласка и предложили награду за задержание убийцы — то, что столичная полиция (по указанию Главного управления) отказалась делать, потому что это могло привести к появлению ложной или вводящей в заблуждение информации. Комитет нанял двух частных детективов, чтобы расследовать это дело.
Роберт Андерсон был назначен главой уголовного розыска 1 сентября, однако уже 7 сентября он отправился в отпуск по болезни в Швейцарию. Суперинтендант Томас Арнольд, возглавлявший отдел H, отправился в отпуск 2 сентября. Отсутствие Андерсона привело к большой путанице, поэтому глава Главного управления Чарльз Уоррен передал расследование убийств в Уайтчепеле главному инспектору Скотленд-Ярда Дональду Суонсону. Новые следователи 18 сентября взяли под стражу немецкого парикмахера Карла Людвига по подозрению в убийствах, но он был освобождён менее, чем через две недели, когда было совершено следующее (двойное) убийство, которое показало, что настоящий преступник всё ещё на свободе.

### «Двойное событие»: Элизабет Страйд и Кэтрин Эддоус
В воскресенье 30 сентября в районе часа ночи во дворе дома № 40 по Бернер-стрит, в Уайтчепеле Луисом Димшутцем, управляющим Клубом рабочих, было обнаружено тело сорокачетырёхлетней проститутки Элизабет Страйд, проживавшей на Флауэр-и-Дин-стрит, 32. Тело лежало в луже крови с перерезанным слева направо горлом; все признаки указывали на то, что убийство было совершено всего несколько минут назад. Вполне возможно, что убийца был чем-то потревожен, поскольку тело не было изуродовано, как это было с другими жертвами; вероятно, прежде чем убийца успел что-либо сделать с телом, кто-то вошёл во двор, возможно даже это был Луис Димшутц, обнаруживший тело. Однако некоторые исследователи дела посчитали, что смерть Страйд не была связана с другими убийствами, поскольку её тело не было изуродовано, убийство произошло к югу от Уайтчепел-Роуд, а орудие убийства, вероятно, было короче и несколько другой формы, чем в предыдущих случаях. Вместе с тем, большинство экспертов посчитали сходство с другими случаями достаточным, чтобы связать убийство Страйд, как минимум, с двумя предыдущими и последующей смертью Кэтрин Эддоус, убитой в ту же ночь.
Расчленённое тело сорокашестилетней Кэтрин Эддоус, проживавшей в доме № 55 на Флауэр-и-Дин-стрит, было обнаружено в 1:45 утра констеблем Эдвардом Уоткинсом на юго-западном углу площади Майтр, в двенадцати минутах ходьбы от Бернер-стрит. Эддоус была убита не больше, чем за десять минут до обнаружения; горло жертвы было перерезано слева направо резким движением острым ножом, длиной по меньшей мере 6 дюймов (15 см). Лицо и живот Эддоус были изуродованы; кишечник вытянут через правое плечо, с оторванной частью, располагавшейся между туловищем и левой рукой. Левая почка и матка были удалены. Расследование смерти Эддоус было начато 4 октября коронером Лондонского Сити Сэмюэлем Лэнгхэмом. Исследовавший тело патологоанатом Фредерик Гордон Браун заключил, что преступник «обладал значительными знаниями о положении органов», а расположение ран говорит о том, что убийца встал на колени справа от тела и работал один. Однако первый врач, оказавшийся на месте происшествия, местный хирург Джордж Уильям Секейра, отрицал, что убийца обладал анатомическим мастерством или искал определённые органы. Его мнение разделял городской врач Уильям Седжвик Сондерс, который также присутствовал на вскрытии. Из-за расположения места этого убийства к делу был привлечён инспектор полиции Лондонского Сити Джеймс МакУилльям.
В три часа ночи окровавленный фрагмент передника Эддоус был обнаружен в дверном проёме дома № 108—119 по Гоулстон-стрит в Уайтчепеле — примерно в пятистах метрах от места убийства. Здесь же была обнаружена надпись, которая в полицейских документах была записана в двух вариантах: The Juwes are the men that will not be blamed for nothing или The Juwes are not the men who will be blamed for nothing. В 5 часов утра комиссар Уоррен, присутствовавший на месте происшествия, приказал стереть слова из страха, что они разожгут антисемитские беспорядки. Улица, на которой были найдены часть передника и надпись, располагалась прямо по маршруту от площади Майтр к Флауэр-и-Дин-стрит, где проживали обе жертвы.
Коронер Миддлсекса Уинн Бакстер считал, что на Страйд напали быстро и внезапно: когда нашли её тело, она всё ещё сжимала в левой руке небольшой пакет освежающих дыхание сладостей, что указывает на то, что у жертвы не было времени на защиту. Бакалейщик Мэтью Пейкер предположил (о чём сообщил частным детективам, нанятыми Дозорным комитетом Уайтчепела), что он продал несколько виноградин Страйд и её убийце; однако полиции он рассказал, что он закрыл свой магазин, не увидев ничего подозрительного. Кроме того, патологоанатомы решительно заявили, что Страйд не имела, не проглатывала или не потребляла виноград; в её желудке имелись лишь «сыр, картофель и мучнистый порошок [мука или измельчённое зерно]». Несмотря на свою несостоятельность, история Пейкера появилась в прессе; описание мужчины, которого Пейкер якобы видел вместе со Страйд, не соответствовала описанию, данному другими свидетелями. Продавец табака Джозеф Лоуэнд проходил через площадь Майтр с двумя другими мужчинами незадолго до убийства Эддоус и, возможно, они видели будущую жертву с мужчиной около 30 лет, который был бедно одет, носил фуражку и светлые усы; Главный инспектор Суонсон отметил, что описание Лоуэнда было близко к другому, предоставленному одним из свидетелей, который, возможно, видел Страйд с убийцей. Тем не менее, Лоуэнд признался, что не смог бы узнать человека, которого видел с Эддоус, а его спутники и вовсе не смогли описать предполагаемого убийцу.
Критика работы столичной полиции и главы МВД Генри Мэттьюза продолжалась, поскольку прогресс в расследовании был незначительным. Столичная полиция и лорд-мэр Лондона назначили награду в 500 фунтов за информацию. которая поможет поймать преступника. Было предложено в случае очередного нападения использовать для поимки преступника бладхаундов, но идея не была принята, потому что собаки, не приученные к поискам в городской среде, могли просто не взять след; кроме того, владелец ищеек был обеспокоен тем, что собаки могут быть отравлены преступником, если станет известна их роль в расследовании.
27 сентября Центральное агентство новостей получило письмо, названное позднее «Письмо начальнику», в котором автор, подписавший как Джек-потрошитель, утверждал, что это он совершил убийства. 1 октября агентство получило «Открытку дерзкого Джеки», также подписанную Джеком-потрошителем. В открытке Потрошитель приписывает себе убийства Страйд и Эддоус, называя их «двойным событием», позже данное наименование закрепилось за этим двойным убийством.
Глава уголовного розыска Роберт Андерсон вернулся из отпуска 6 октября и возглавил расследование. 16 октября глава Дозорного комитета Уайтчепела Джордж Ласк получил письмо «Из ада», которое приписали Джеку-потрошителю; письмо имело отличия по стилю и почерку от полученных ранее «Письма начальнику» и «Открытки дерзкого Джеки». Письмо поступило с маленькой коробочкой, в которой лежала заспиртованная половина человеческой почки. Автор письма утверждал, что извлёк почку из тела Эддоус, а недостающую часть «поджарил и съел». Мнения о том, были ли подлинным почка и/или письмо, разделились. По состоянию на конец октября полиция допросила более двух тысяч человек и задержала восемьдесят человек.

### Мэри Джейн Келли
В пятницу 9 ноября в своей комнате в доме № 13 по Миллерс-корт, позади дома № 26 по Дорсет-стрит в Спитлфилдзе была убита двадцатипятилетняя проститутка Мэри Джейн Келли. Келли стала третьей жертвой, проживавшей на Дорсет-стрит или близ неё: Энни Чепмен снимала комнату на этой улице, а Кэтрин Эддоус видели ночевавшей там. Изуродованное тело Мэри Джейн было обнаружено в её постели вскоре после 10:45 утра. На месте тело было осмотрено доктором Джорджем Бакстером Филлипсом, который заключил, что у жертвы было перерезано горло, что и привело к её смерти. Брюшная полость Келли была разрезана, а внутренние органы удалены и разбросаны по комнате; грудь жертвы была отрезана, лицо изуродовано до неузнаваемости, а бедра частично отделены от костей, часть мышц была удалена. В отличие от других жертв, из одежды на убитой была только лёгкая сорочка. Остальная одежда была аккуратно сложена на стуле, за исключением нескольких вещей, которые нашли сожжёнными в камине. Инспектор Абберлайн считал, что Мэри Джейн разделась сама, а одежда была сожжена убийцей позднее, чтобы осветить комнату, так как единственная свеча давала мало света. Убийство Келли было самым жестоким, вероятно потому, что в помещении убийца имел больше времени, чтобы совершить свои зверства. Тот факт, что жертва была в состоянии раздеться и сложить одежду, привёл к предположению, что она была убита кем-то, кого знала или кто был её клиентом, а убийство было совершено, когда Келли спала или была пьяна.
Расследование убийства Мэри Джейн 12 ноября возглавил член парламента от Росса и Кромарти и коронер северо-восточного Мидлсекса Родрик Макдональд. В декабре к расследованию присоединился Джеймс Монро, занявший место комиссара столичной полиции вместо ушедшего в отставку под давлением МВД Чарльза Уоррена. 10 ноября полицейский хирург Томас Бонд направил Роберту Андерсону, главе лондонского уголовного розыска, подробное описание сходства между пятью убийствами (Николс, Чепмен, Страйд, Эддоус и Келли) и заключил, что «нет сомнений, что они совершены одной и той же рукой». В тот же день Кабмин принял решение о помиловании любого сообщника, который предоставит любую достоверную информацию, которая поспособствует поимке и осуждению настоящего убийцы. Комиссар столичной полиции сообщил, что уайтчепелский убийца остался неизвестным, несмотря на то, что в ноябре и декабре в Уайтчепел было направлено дополнительно 143 полицейских в штатском.

### Роуз Майлетт
В четверг, 20 декабря 1888 года, констебль, патрулировавший район, обнаружил двадцатидевятилетнюю проститутку Роуз Майлетт, проживавшую на Джордж-стрит 18 под именем Эммы Смит, задушенной в Кларкс-Ярд на Поплар-Хай-стрит.
Четверо врачей, обследовавшие тело Майлетт, пришли к выводу, что она была убита, но Роберт Андерсон считал, что она могла случайно повеситься на воротнике собственного платья, находясь в состоянии сильного опьянения. По просьбе Андерсона доктор Бонд осмотрел тело Майлетт и согласился с мнением Андерсона. Комиссар Монро также подозревал, что это было самоубийство или естественная смерть, поскольку не было никаких признаков борьбы. Коронер Бакстер также сделал вывод и сообщил присяжным, что в случае Роуз Майлетт «нет никаких доказательств, указывающих на то, что смерть была результатом насилия». Тем не менее, присяжные назвали смерть Майлетт «преднамеренным убийством, совершённым неизвестным лицом или группой лиц», и дело было добавлено к другим уайтчепелским делам.

### Элис Маккензи
Элис Маккензи, вероятная проститутка сорока лет, проживавшая в доме 52 на Ган-стрит, была убита в районе 12:40 в среду 17 июля 1889 года в Замковой аллее в Уайтчепеле. Как и в случае с большинством предыдущих убийств, горло Маккензи было перерезано слева направо, также была повреждена сонная артерия слева и имелись раны на животе.
Раны оказались не такими глубокими, как у предыдущих жертв, и, вероятнее всего, были нанесены более коротким лезвием. Комиссар Монро и патологоанатом Томас Бонд, осматривавший тело, полагали, что это убийство было делом рук Джека-потрошителя, хотя имелись и противники этой версии — патологоанатом Джордж Бакстер Филлипс, первый помощник комиссара столичной полиции Роберт Андерсон и инспектор Абберлайн. Позднее мнение исследователей разделилось: часть предполагали, что Маккензи была жертвой Потрошителя, другие считали убийцей подражателя, желавшего отвести подозрение от себя самого. В ходе расследования коронер Бакстер признал допустимыми обе версии, заключив, что «существует большое сходство между этим и другим случаям, которые произошли в этом районе, и если же тот же человек не совершал этого преступления, то это явная имитация других случаев».

### Неизвестная
10 сентября 1889 года в 5:15 утра под аркой железнодорожного моста на Пинчин-стрит было обнаружено туловище женщины. Несмотря на то, что окружающая местность подверглась обыску, других частей тела найти не удалось. Личность погибшей, чей возраст на момент смерти составлял 30—40 лет, не была установлена; также доподлинно не известна причина смерти. По заключению главного инспектора Скотланд-Ярда Дональда Суонсона и комиссара Джеймса Монро, так как в теле погибшей присутствовала кровь, причиной смерти женщины не могли являться ни кровопотеря, ни перерезание горла. Патологоанатомы, наоборот, отметив низкое содержание крови в тканях и сосудах тела, пришли к выводу, что женщина умерла вследствие кровопотери. В газетах было опубликовано предположение, что тело принадлежало Лидии Харт, но оно было опровергнуто, когда женщину нашли живой в одной из больниц. Также не подтвердилось предположение, что тело принадлежало пропавшей Эмили Баркер, так как погибшая была старше и выше ростом.
Инспектор Суонсон не считал это убийство делом рук Джека-потрошителя и предположил, что оно связано с другими случаями обнаружения расчленённых тел в Рейнеме, Челси и Вестминстере (последний случай также известен как «загадка Уайтхолла»). Комиссар Монро согласился с мнением Суонсона. За этими четырьмя убийствами, предположительно, стоял серийный убийца по прозвищу «Расчленитель», чья личность осталась неизвестной, и который мог быть как Джеком-потрошителем, так и другим не связанным с ним лицом. Исследователи убийств Джека-потрошителя исключают возможность того, что он и Расчленитель — один и тот же человек, из-за различия в почерках убийств.

### Фрэнсис Коулз
Последним случаем Уайтчепелских убийств стала смерть под железнодорожной аркой 13 февраля 1891 года двадцатипятилетней проститутки Фрэнсис Коулз, проживавшей на Уайтс-Роу. Её тело было найдено констеблем Эрнестом Томпсоном всего через несколько минут после нападения на неё, в 2:15 ночи в Ласточкиных садах; тело лежало в переходе под железнодорожной аркой между Чембер-стрит и Роял-Минт-стрит в Уайтчепеле. Небольшие раны на затылке говорили о том, что жертву резко бросили на землю перед тем, как перерезать ей, по крайней мере, дважды горло: слева направо, а затем справа налево. Никаких других травм обнаружено не было.
Суперинтендант Томас Арнольд и инспектор Рид прибыли вскоре после обнаружения тела из близлежащего полицейского участка на Леман-стрит, старший инспектор Суонсон и Генри Мур, которые участвовали в расследованиях предыдущих убийств, прибыли к 5 утра. Мужчина по имени Джеймс Томас Садлер, которого видели с Коулз ранее, был арестован полицией и обвинён в её убийстве. Суонсон и Мур тщательно исследовали алиби Садлера на момент совершения предыдущих убийств, что говорило о том, что его рассматривали как человека, скрывавшегося под личиной Джека-потрошителя. Тем не менее, Садлер был освобождён 3 марта из-за отсутствия доказательств его вины.

## Подозреваемые
Усилия по выявлению и поимке преступника или преступников, предпринятые полицией Большого Лондона и лондонского Сити, а также Дозорным комитетом Уайтчепела и другими частными организациями, не увенчались успехом. Быстрота нападений и повреждения тел жертв позволяли предполагать, что убийца мог иметь навыки врача или мясника. Однако не все специалисты были согласны с этим: некоторые сходились во мнении, что раны, нанесённые убийцей, были слишком грубыми и не являлись профессиональными разрезами. Местные мясники и палачи были проверены и исключены из списков подозреваемых. Всего было опрошено около 2000 человек, задержано — около 80, но обвинения в убийствах так и не были предъявлены ни одному из них.
Убийства в Уайтчепеле широко освещались средствами массовой информации и наделали много шума в викторианском обществе. Журналисты, писатели и детективы-любители предлагали свои теории, о том, кто совершает эти преступления. Большинство этих теорий не было и не могло быть воспринято всерьёз. Например, на момент совершения убийств известный актёр Ричард Мэнсфилд играл в театральной постановке книги Роберта Льюиса Стивенсона «Странная история доктора Джекила и мистера Хайда», причём играл злодея настолько убедительно, что некоторые журналисты посчитали, что Мэнсфилд и есть Джек-потрошитель.
Многие годы после убийств выдвигались различные версии. В число подозреваемых были включены практически все, кто так или иначе был связан с делом, а также многие известные имена, которые вообще не рассматривались в полицейском расследовании. Поскольку версии выдвигались тогда, когда в живых не осталось никого из причастных к следствию, авторы теорий могли обвинить кого угодно «без необходимости каких-либо подтверждающих исторических доказательств». Многие версии были настолько абсурдны, что никто не воспринимал их всерьёз: так, возможными убийцами были названы писатель Джордж Гиссинг, премьер-министр Уильям Гладстоун и художник Фрэнк Майлз.

## Последствия
Фредерик Абберлайн ушёл в отставку в 1892 году, глава МВД Генри Мэттьюз потерял пост во время всеобщих выборов того же года. Томас Арнольд ушёл в отставку в следующем году, Дональд Суонсон и Роберт Андерсон — после 1900 года. Не сохранилось никаких документов по Уайтчепелскому делу датированных 1896 годом и позднее. Убийца или убийцы так и не были найдены, и убийства остались нераскрытыми. Сенсационные репортажи и тайны, окружавшие личность преступника, подпитывали легенду о Джеке-потрошителе, которого считали виновным во всех или большинстве убийств в Уайтчепеле. В сотне книг и статей рассматривались убийства в Уайтчепеле, множественные теории были воплощены в различных книгах, фильмах, комиксах и телешоу разных жанров.
События в Уайтчепеле привлекли общественное внимание к катастрофическим социальным и жилищным условиям в бедных кварталах лондонского Ист-Энда, вынудив городские власти принять меры по их благоустройству. Случившееся вдохнуло жизнь в движение, выступавшее против переполненных, антисанитарных трущоб Ист-Энда и требовавшего реформ. 24 сентября 1888 года Джордж Бернард Шоу в письме в газету The Star саркастически прокомментировал внезапную обеспокоенность СМИ социальной справедливостью: «Хотя мы, обычные социал-демократы, тратили своё время на образование, агитацию и организацию, какой-то независимый гений взял этот вопрос в свои руки и стал просто убивать и потрошить… женщин, превративших собственную нужду в неуместный сорт коммунизма».
Парламентом были приняты несколько актов (к примеру, акт о жильё для рабочего класса (1890) и поправка к закону о здравоохранении (1890)), установивших минимальные стандарты в попытке остановить вырождение городских районов. Худшие трущобы были снесены в течение двух десятилетий после убийств, произошедших в Уайтчепеле.

## Комментарии
1. ↑  В английском языке слово «murder» имеет морализаторский смысл несправедливого, незаконного[1] убийства. См. посл. «murder will out» ≈ «шила в мешке не утаишь».
2. ↑  За убийствами Эддоус и Страйд закрепилось название «двойное событие» (англ. double event) — по выражению из открытки, присланной в лондонское Центральное агентство новостей[англ.] неизвестным, подписавшимся «Джек-потрошитель».
3. 1 2 3  Возможный смысловой перевод на русский язык: «Эти ивреи (sic) — это не те люди, чтобы быть обвинёнными зазря».
4. ↑  Первые два варианта надписи были записаны констеблем Альфредом Лонгом и детективом-констеблем Дэниелом Хэйлсом соответственно. Однако существовал и третий вариант надписи, записанный городским инспектором Фредериком Уильямом Фостером: The Juws are not the men To be blamed for nothing[K 3][115].